# Peter Scholz (Althistoriker)
Peter Scholz (* 28. März 1965 in Frankfurt am Main) ist ein deutscher Althistoriker.

## Leben
Peter Scholz studierte an den Universitäten Frankfurt und Marburg Alte Geschichte, Griechische Philologie und Klassische Archäologie. Nach dem Magister 1990 war er von 1991 bis 1996 Wissenschaftlicher Mitarbeiter an der Universität Frankfurt und wurde dort 1996 mit der Arbeit Der Philosoph und die Politik bei Klaus Bringmann promoviert. 1997/98 war er in Frankfurt wissenschaftlicher Mitarbeiter am DFG-Forschungsprojekt „Stiftungen und Schenkungen hellenistischer Herrscher“, danach als wissenschaftlicher Mitarbeiter bis 2006 am Forschungskolleg/Sonderforschungsbereich „Wissenskultur und gesellschaftlicher Wandel“, unterbrochen von zwei Fellowships am Center for Hellenic Studies in Washington, D.C., (2003/2004) und am Historischen Kolleg München (2004/2005). 2005 habilitierte sich Scholz mit einer Arbeit zur Sozialisation und Erziehung der römischen Senatsaristokratie in republikanischer Zeit. 2006 war er Heisenbergstipendiat an der Universität zu Köln und übernahm Lehrstuhlvertretungen an den Universitäten Darmstadt und Tübingen. Seit April 2008 hat er als Nachfolger Eckart Olshausens den Lehrstuhl für Antike Geschichte und Kultur an der Universität Stuttgart inne. 2009/10 war er Geschäftsführender Direktor des Historischen Instituts der Universität Stuttgart, von Oktober 2010 bis September 2018 war er Dekan der Philosophisch-Historischen Fakultät 9 der Universität Stuttgart.

Arbeitsschwerpunkte von Scholz sind die griechische Sozial- und Kulturgeschichte, die römische Republik, antike politische Theorie sowie Erziehung und Bildung in der Antike.
Seit 2008 ist er Mitherausgeber der Reihe Untersuchungen zur antiken Literatur und Geschichte (UaLG), de Gruyter Verlag, Berlin (zusammen mit Heinz-Günther Nesselrath und Marcus Deufert, zuvor Otto Zwierlein).
Scholz war von 2012 bis Februar 2021 Mitglied im Kuratorium sowie im Vorstand der Akademie für gesprochenes Wort in Stuttgart. Von März 2012 bis Januar 2015 war er Vorsitzender des Württembergischen Vereins zur Förderung der Humanistischen Bildung.
Er ist Mitglied der Mommsengesellschaft, des Verbands der Historiker und Historikerinnen Deutschlands, des Freundeskreises des Historischen Kollegs in München, der Ernst-Kirsten-Gesellschaft, des NABU und der Internationalen Seum-Gesellschaft „Arethusa“.

## Schriften (Auswahl)
Monographien
- Der Philosoph und die Politik. Die Ausbildung der philosophischen Lebensform und die Entwicklung des Verhältnisses von Philosophie und Politik im 4. und 3. Jh. v. Chr. (= Frankfurter althistorische Beiträge. Bd. 2). Steiner, Stuttgart 1998, ISBN 3-515-07054-0 (Zugleich: Frankfurt am Main, Universität, Dissertation, 1996).
- Den Vätern folgen. Sozialisation und Erziehung der republikanischen Senatsaristokratie (= Studien zur Alten Geschichte. Bd. 13). Verlag Antike, Berlin 2010, ISBN 978-3-938032-42-8 (Zugleich: Frankfurt am Main, Universität, Habilitations-Schrift, 2005).
- Der Hellenismus. Der Hof und die Welt (= C. H. Beck Geschichte der Antike. C.-H.-Beck Paperback. Bd. 6253). C. H. Beck, München 2015, ISBN 978-3-406-67911-7.
- Lucullus. Herrschen und Genießen in der späten römischen Republik. Klett-Cotta, Stuttgart 2024, ISBN 978-3-608-98778-2.

Herausgeberschaften
- mit Jörn Kobes: Klaus Bringmann: Ausgewählte Schriften (= Frankfurter althistorische Beiträge. Bd. 6). Marthe Clauss, Frankfurt am Main 2001, ISBN 3-934040-03-9.
- mit Alexander Becker und Wolfgang Detel: Ideal and Culture of Knowledge in Plato (= Philosophie der Antike. Bd. 15). Akten der 4. Tagung der Karl-und-Gertrud-Abel-Stiftung vom 1.–3. September 2000 in Frankfurt. Franz Steiner, Stuttgart 2003, ISBN 3-515-08337-5.
- mit Carsten Kretschmann und Henning Pahl: Wissen in der Krise. Institutionen des Wissens im gesellschaftlichen Wandel (= Wissenskultur und gesellschaftlicher Wandel. Bd. 7). Akademie-Verlag, Berlin 2004, ISBN 3-05-004006-8.
- mit Daniel Kah: Das hellenistische Gymnasion (= Wissenskultur und gesellschaftlicher Wandel. Bd. 8). Akademie-Verlag, Berlin 2004, ISBN 3-05-004078-5.
- mit Alexander Becker: Dissoi Logoi – Zweierlei Ansichten. Ein sophistischer Traktat. Text – Übersetzung – Kommentar (= Wissenskultur und gesellschaftlicher Wandel. Bd. 9). Akademie-Verlag, Berlin 2004, ISBN 3-05-004081-5.
- mit Uwe Walter und Hans Beck: Die Macht der Wenigen. Aristokratische Herrschaftspraxis, Kommunikation und „edler“ Lebensstil in Antike und Frühen Neuzeit (= Historische Zeitschrift. Beiheft. NF Bd. 47). Oldenbourg, München 2008, ISBN 978-3-486-58726-5.
- mit Joachim Bahlcke, Rainer Leng: Migration als soziale Herausforderung. Historische Formen solidarischen Handelns von der Antike bis zum 20. Jahrhundert (= Stuttgarter Beiträge zur historischen Migrationsforschung. Bd. 8). Franz Steiner, Stuttgart 2011, ISBN 978-3-515-10087-8.
- mit Christian Mann: „Demokratie“ im Hellenismus. Von der Herrschaft des Volkes zur Herrschaft der Honoratioren? (= Die hellenistische Polis als Lebensform. Bd. 2). Verlag Antike, Mainz 2012, ISBN 978-3-938032-40-4.
- mit Johannes Süßmann: Adelsbilder von der Antike bis in die Gegenwart (= Historische Zeitschrift. Beiheft. NF Bd. 58). Oldenbourg, München 2013, ISBN 978-3-486-71632-0.
- mit Uwe Walter: Fragmente römischer Memoiren (= Studien zur Alten Geschichte. Bd. 18). Unter Mitarbeit von Christian Winkle. Verlag Antike, Heidelberg 2013, ISBN 978-3-938032-59-6.
- mit Dirk Wiegandt: Das kaiserzeitliche Gymnasion. de Gruyter, Berlin 2015, ISBN 978-3-05-004641-9.
- mit Tobias Arand: Digitalisierte Geschichte in der Schule. wbv Media, Bielefeld 2021, ISBN 978-3-8340-2116-8.